# Rechtweisend
Als rechtweisend werden Richtungen und Richtungsmessungen bezeichnet, die sich auf geografisch Nord beziehen, d. h. auf die Richtung des örtlichen Meridians.
Der Begriff versteht sich als Pendant zu missweisend, der magnetisch Nord als Bezug hat, also die gemessene Richtung nach den Feldlinien des Erdmagnetfeldes orientiert.
Insbesondere verwendet die Navigation folgende Begriffe:
1. rechtweisend Nord (rwN), engl. „true north“ (TN) = astronomische Nordrichtung
2. rechtweisende Peilung (rwP), engl. „true bearing“ (TB) = Winkel zwischen rechtweisend Nord und der Peilung nach einem beobachteten Objekt oder dem anderen Schiff/Flugzeug
3. rechtweisender Kurs (rwK), der auf geografisch Nord bezogene Kurs eines Schiffes oder Flugzeugs.

Mit dem Attribut „missweisend“ werden die Begriffe 1–3 bezeichnet, wenn sie sich auf magnetisch Nord beziehen.
4. Kursbeschickung: die Korrektur von magnetisch Nord (missweisend) auf geografisch Nord (rechtweisend).